# Lasionycta skraelingia
Lasionycta skraelingia là một loài bướm đêm thuộc họ Noctuidae. It has a miền Toàn bắc distribution, có mặt từ Scandinavia tới tây bắc Bắc Mỹ. ở Bắc Mỹ this species được tìm thấy ở three specimens from Windy Pass, Ogilvie Mountains, Yukon.
Sải cánh dài khoảng 31 mm. Con trưởng thành bay từ cuối tháng 6 đến đầu tháng 7. In Eurasia, loài này là hai năm một lần. Điều này có thể cũng là trường hợp ở Bắc Mỹ. Các mẫu vật được thu thập Yukon được trong hai năm lẻ.
Tại Scandinavia loài là ăn tạp và ăn các loài cây Betula nana, Polygonum aviculare và Vaccinium uligonosum.

## Hình ảnh

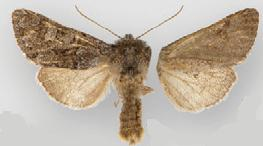